# Kotuszów (województwo łódzkie)
Kotuszów – wieś w Polsce położona w województwie łódzkim, w powiecie piotrkowskim, w gminie Aleksandrów.
| SIMC    | Nazwa       | Rodzaj    |
| ------- | ----------- | --------- |
| 0534664 | Stanisławów | część wsi |

W latach 1975–1998 miejscowość administracyjnie należała do województwa piotrkowskiego.
Urodził się tu Andrzej Adryan – uczestnik kampanii wrześniowej, dowódca III Obwodu Gwardii Ludowej-Armii Ludowej, pułkownik Wojska Polskiego.
Wierni Kościoła rzymskokatolickiego należą do parafii św. Apostołów Piotra i Pawła w Dąbrowie nad Czarną.